# Liste des musées de Lima
Lima est un centre culturel intéressant au Pérou, en particulier pour le nombre important de musées de la ville, que les touristes peuvent visiter.
Les diverses cultures de l'ancien Pérou, la vice-royauté et la période républicaine sont représentées dans ces musées.
Certains des musées se trouvent dans le centre de Lima et les autres dans les différents districts de la capitale ou aux alentours de celle-ci.

## Liste de musées
1. Musée d'Art italien (art)
2. Maison Musée « José Carlos Mariátegui » (histoire naturelle et sciences)
3. Maison Musée « Julia Codesido » (histoire naturelle et sciences)
4. Maison Musée « Miguel Grau » (histoire)
5. Maison Musée « Ricardo Palma » (histoire)
6. Musée Aéronautique
7. Musée Amano (Archéologie et histoire)
8. Musée « Andres Avelino Cáceres » (histoire)
9. Musée « Antonio Raimondi » (histoire naturelle et sciences)
10. Musée Archéologie et Anthropologie de l'Université de San Marcos (UNMSM)
11. Musée Archéologique Rafaël Larco Herrera
12. Musée Archéologique du Collège Jean XXIII
13. Musée Archéologique « Josefina Ramos de Cox »
14. Musée Communautaire Inti Raymi (art)
15. Musée d'Art
16. Musée d'Art Colonial Pedro de Osma (art)
17. Musée d'Art Populaire
18. Musée d'Art Religieux de la Cathédrale
19. Musée d'Art de l'Université de San Marcos (UNMSM)
20. Musée de criminel de la Police Nationale péruvienne.
21. Musée de la Banque Centrale de Réserve du Pérou (archéologie et histoire)
22. Musée du Centre de Recherche d'Ancón
23. Musée des Combattants du Morro d'Arica
24. Musée du Couvent des moines déchaussés (archéologie et histoire)
25. Musée du Couvent de San Francisco (archéologie et histoire)
26. Musée Historique militaire du roi Philippe
27. Musée de la nation (archéologie et histoire) - Fermé depuis 2017.
28. Musée Géologique de l'Université Nationale d'Ingénierie (histoire naturelle et sciences)
29. Musée National d'Anthropologie, d'Archéologie et d'Histoire du Pérou
30. Musée National d'Informatique
31. Musée National de la Culture péruvienne
32. Musée d'Histoire Naturelle « Javier Prado » (Université de San Marcos)
33. Musée d'Histoire Naturelle de l'Université privée Ricardo Palmier
34. Musée d'Ingénierie des Mines « George Petersen » de l'Université Catholique (PUCP)
35. Musée de Recherches de Zones Stériles de l'Université Nationale Agricole (UN)
36. Musée de la Bible
37. Musée de l'Électricité
38. Musée de l'Immigration japonaise (histoire)
39. Musée de l'Or du Pérou et Armes du Monde
40. Musée des sépultures de Huallamarca (archéologie et histoire)
41. Musée des sépultures de Huaca Pucllana (archéologie e
42. Musée des sépultures de Puruchuco
43. Musée du Mirador de la Colline San Cristóbal (archéologie et histoire)
44. Musée du site de Pachacámac (archéologie et histoire)
45. Musée du site du Parc Réduit N° 2 (archéologie et histoire)
46. Musée de l'Hôpital Saint Toribio de Mogrovejo
47. Musée du Pétrole
48. Musée du Théâtre
49. Musée « Marina Núñez del Prado » - Bibliothèque Faucon.
50. Musée Mémoire « du Colonel Leoncio Prado » (histoire)
51. Musée Multidisciplinaire du Collège la Salle (histoire naturelle et sciences)
52. Musée Naval
53. Musée numismatique de la Banque Wiese
54. Musée Postal et philatélique (Direction Générale de la Poste)
55. Musée Taurin de l'arène d'Acho (histoire)
56. Musée du Tribunal de la Sainte Inquisición (archéologie et histoire)
57. Musée Universitaire de l'Université Nationale Federico Villarreal (archéologie et histoire)
58. Musée du Virreinato (archéologie et histoire)

## Musées aux alentours de la capitale
1. Musée Archéologique Communal de Carquín
2. Musée des sépultures de Puruchuco
3. Musée Municipal de Chancay
4. Musée et Balcon Historique de Huaura